# Gustave Chevallier
Gustave Chevallier (* 1849; † 1917) war ein französischer römisch-katholischer Geistlicher, Theologe und Kirchenhistoriker.

## Leben und Werk
Abbé Chevallier war „Apostolischer Missionar“ und Pfarrer von Fixin (10 km südlich Dijon), wo es seit 1142 eine Grangie der Zisterzienser gab, den Manoir de la Perrière. Chevallier war ferner Domherr in Dijon. Darüber hinaus sind nur seine Schriften bekannt.
Chevallier ist der Verfasser von vier biographischen Werken. Den größten Erfolg hatte er 1888 mit einer ausführlichen Lebensgeschichte des heiligen Bernhard von Clairvaux, die in kurzer Zeit fünf Auflagen erlebte (auch befördert durch die Feier des 800. Geburtstages Bernhards 1890), dann aber durch das 1895 erschienene Meisterwerk von Elphège Vacandard überstrahlt wurde. Weitere Biographien betrafen Wilhelm von Dijon (962–1031), den Dijoner Bischof François Victor Rivet (1796–1884) und den Erzbischof von Cambrai Marie-Alphonse Sonnois (1828–1913), der aus Lamargelle bei Dijon stammte.

## Werke

### Monographien
- Le vénérable Guillaume, abbé de saint Bénigne de Dijon, réformateur de l’ordre bénédictin au XIe siècle. Etude sur l’influence religieuse et sociale des institutions monastiques au Moyen-Age. Paris/Dijon 1875
- Histoire de Saint Bernard, abbé de Clairvaux. 2 Bde. Lille 1888, 1889. 413+446 S. 5. Auflage 1892.
- Mgr Rivet, évêque de Dijon. Domois, Dijon 1902.
- Histoire de Notre-Dame d’Etang. Dijon 1907. 53 S. = Bulletin d’histoire, de littérature et d’art religieux du diocèse de Dijon 24, 1906, S. 228–236, 253–282; 25, 1907, S. 23–29. (in Velars-sur-Ouche)
- Monseigneur Sonnois, archevêque de Cambrai. Sa vie, son œuvre. Lettre-préface de Mgr Jean Chollet. O. Masson, Cambrai 1920.

### Artikel und Reden
- « Fixin et Fixey ». In: Bulletin d’histoire et d’archéologie religieuses du diocèse de Dijon 1, 1883, S. 71–77, 105–111, 132–149, 192–200.
- Apostolat de l’artiste, discours prononcé à Notre-Dame-des-Arts, à Pont-de-l’Arche, le 10 septembre 1903.
- Saint Anthelme, chartreux et évêque de Belley. Discours prononcé le 26 juin 1904, dans la Cathédrale de Belley. Marseille 1899.
- L’abbé Victor Pâris, curé-doyen de Nuits-Saint-Georges, chanoine honoraire de Dijon (9 octobre 1849–31 mai 1905). In: Bulletin d’histoire, de littérature et d’art religieux du diocèse de Dijon 23, 1905, S. 241–256.
- L’abbé Louis Héron, archiprêtre de Notre-Dame de Beaune, chanoine honoraire de Dijon et de Saint-Dié (11 janvier 1846–10 août 1908). Dijon 1908.
- L’abbé Ernest Poiblanc, supérieur des missionnaires de Saint-Bernard, chanoine honoraire de Dijon (19 août 1838–17 juillet 1909). Dijon 1910.
- (mit anderen) Saint Bernard (1091–1153). Conférences faites à Dijon en novembre et décembre 1912. Saint Bernard et la Bourgogne [Olivier Langeron]. Le moine [Gustave Chevallier]. Saint Bernard et son siècle [Etienne Metman]. Saint Bernard orateur [Edouard Krau]. La sainteté dans la vie et la doctrine de saint Bernard [Gabriel Bruhnes]. Dijon 1913.